# Balthasar Burkart
Balthasar Burkart (* 4. Januar 1896 in Dauchingen; † 9. August 1960 in Rastatt) war ein deutscher Mechaniker, Bauarbeiter und Politiker (BCSV/CDU).
Nach seiner Schulausbildung arbeitete Burkart in der Uhrenfabrik der Firma Gebrüder Junghans in Schwenningen. Im Jahre 1915 wurde er zum Kriegsdienst verpflichtet. Nach der Rückkehr aus dem Ersten Weltkrieg 1919 war er wieder in der Uhrenfabrik tätig, jetzt jedoch als Werkmeister in einer anderen Filiale. Im Jahre 1931 wechselte er ins Baugewerbe, und 1936 wurde er in einer Ziegelei beschäftigt. Auch zu Beginn des Zweiten Weltkriegs 1939 wurde Burkart in den Kriegsdienst eingezogen. Nach Kriegsende 1945 kehrte er aus sowjetischer Kriegsgefangenschaft zurück und war als Arbeiter in einer Rastatter Gießerei tätig. Seit 1946 nahm er seine politischen Tätigkeiten als Stadt- und Kreisrat in Rastatt auf, wurde Mitglied im Gremium der Beratenden Landesversammlung Badens sowie Politiker der Badischen Christlich-Sozialen Volkspartei (BCSV). Nach der Eingliederung der BCSV in die Christlich Demokratische Union Deutschlands (CDU) war er für diese Partei weiterhin politisch tätig.